# Tycherus teres
Tycherus teres är en stekelart som först beskrevs av Berthoumieu 1906.  Tycherus teres ingår i släktet Tycherus och familjen brokparasitsteklar. Inga underarter finns listade i Catalogue of Life.